# Strana socialismu a svobody
Strana socialismu a svobody (anglicky Party for Socialism and Liberation, zkratka PSL) je krajně levicová komunistická politická strana ve Spojených státech amerických. PSL vznikla v roce 2004, kdy se její členové oddělili od Světové strany pracujících. PSL se označuje za revoluční socialistickou stranu, neboť věří, že pouze revoluce může ukončit kapitalismus a nastolit socialismus. Tento cíl strana sleduje účastí na místních protestech, kandidaturou ve volbách a vzděláváním.
Mezi významné členy patří Claudia de la Cruz, Eugene Puryear, Gloria La Riva, Jodi Dean a Michael Prysner.

## Historie
PSL vznikla v červnu 2004, když sanfranciská pobočka Světové strany pracujících vystoupila z této politické strany a oznámila, že „vedení WWP již není schopno plnit své poslání poslání.“ Mezi spoluzakladatele PSL patřili aktivisté Richard Becker, Brian Becker, Gloria La Riva a Eugene Puryear.
V roce 2020 bylo nejméně pět členů PSL zatčeno během protestů proti policejnímu oddělení v Auroře kvůli zabití Elijaha McClaina.

## Organizace
PSL nezveřejňuje počty členů. V roce 2022 strana uvedla, že se její organizace či členové nacházejí ve „více než 100 městech“.
PSL je demokratickou centralistickou stranou, což znamená, že „všichni členové, včetně těch, kteří nesouhlasí, jsou povinni veřejně hájit a plnit“ všechna rozhodnutí PSL. Nejvyšším orgánem PSL je sjezd strany, který se koná každé 2 až 3 roky a který vybírá vedení ústředního výboru. Ústřední výbor PSL může jmenovat až 40 % delegátů sjezdu.

## Ideologie

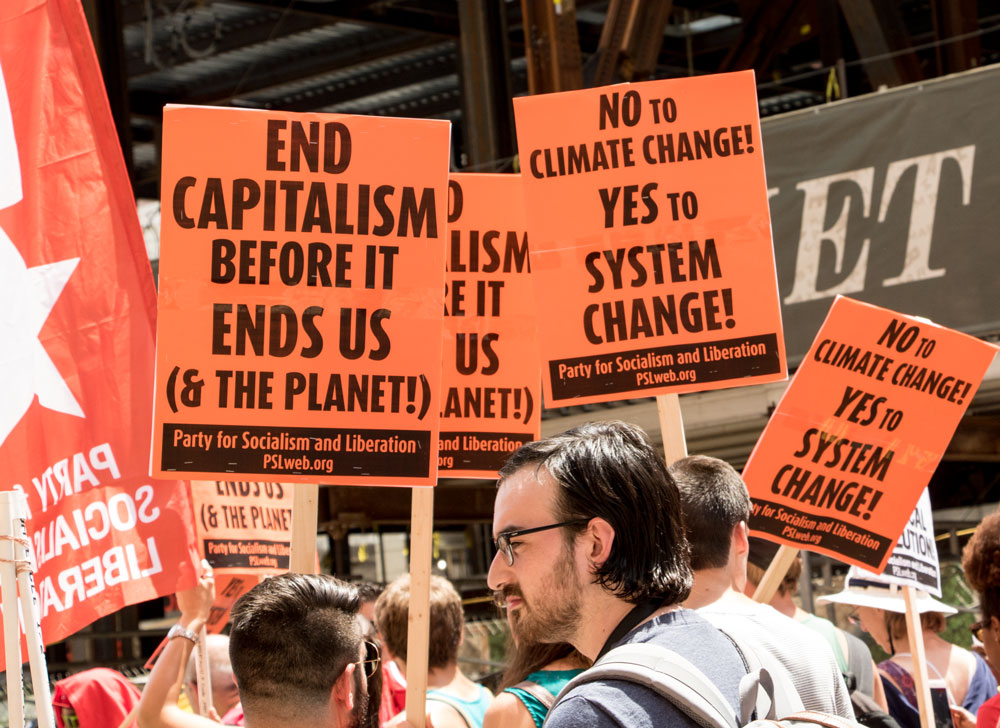
Protestující PSL na Národním sjezdu Demokratické strany v roce 2016

PSL označuje sama sebe jako marxisticko-leninskou stranu, někteří socialisté jí však považují za marxistickou či kampistickou.
PSL popisuje svůj hlavní cíl jako revoluční svržení kapitalismu a nastolení státního socialismu jako přechodného stadia ke komunistické společnosti a uvádí, že „lidstvo má dnes pouze dvě možnosti: stále ničivější kapitalismus, nebo socialismus“ Partaj označuje americký kapitalismus jako „diktaturu bohatých“, vyzývá ke spojení dělnické třídy a kompletní rekonstrukci amerického systému. V jejich programu lze naleznout zdravotní péči pro všechny, důstojné mzdy, bezplatné vzdělání, antidiskriminační zákony či právo na bydlení. Odmítá též ve Spojených státech rozšířenou policejní brutalitu a podporuje hnutí Defund the Police. Zároveň strana silně podporuje práva LGBTQ+ komunity ve Spojených státech.

### Zahraniční záležitosti
V rámci zahraničních věcí razila Strana za socialismus a svobodu tezi, že každý, kdo se postaví americkému imperialismu, je jejich spojencem. I proto čelí kritice nejen z mainstreamových pravicových kruhů, nýbrž i ze strany levicových a socialistických iniciativ a stran.

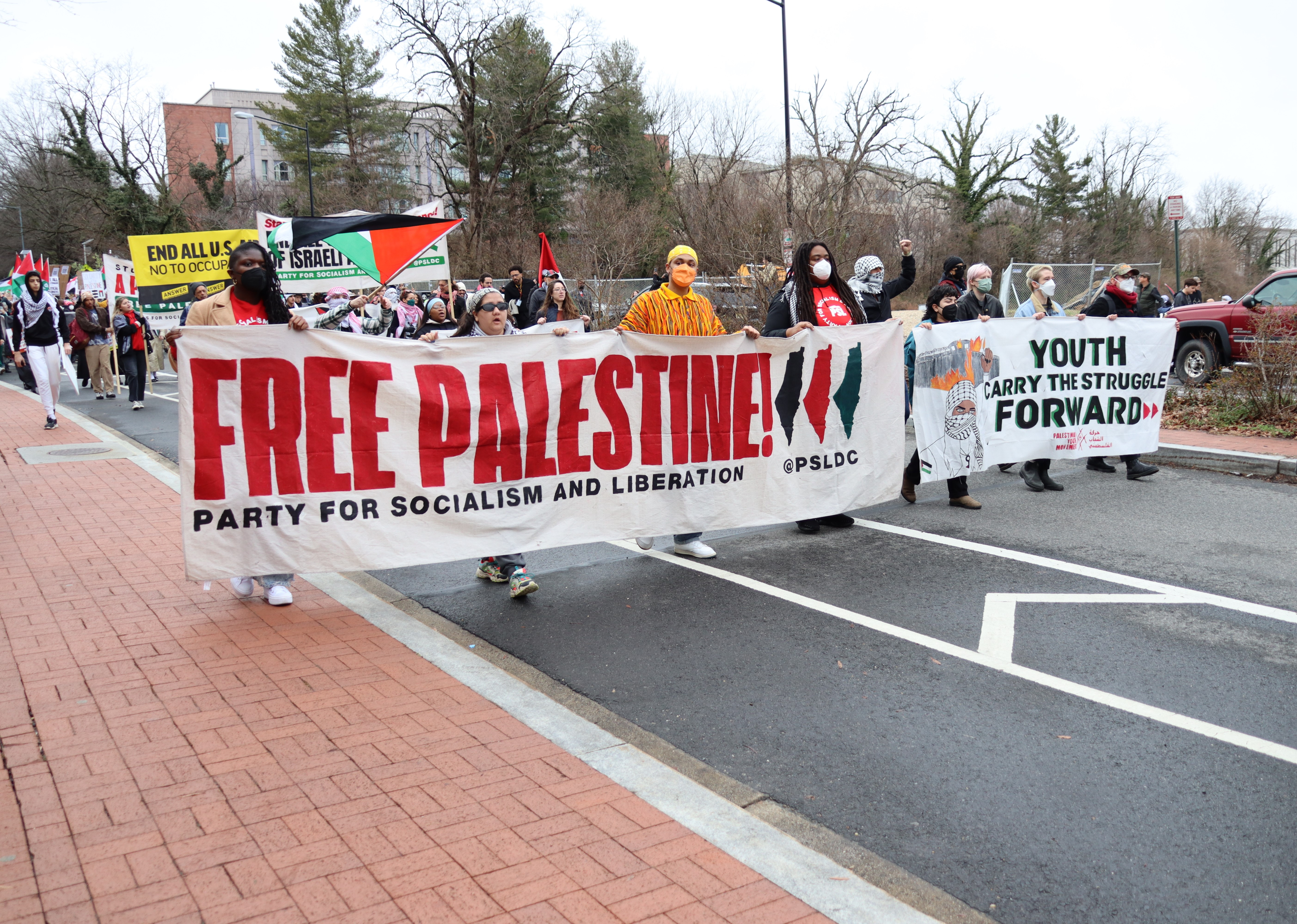
Protestující PSL na demonstraci Hands Off Rafah proti Izraelské invazi do Rafahu a genocidě v Gaze

#### Izrael a Palestina
PSL zastává právo Palestiny na vlastní stát a upozorňuje na izraelské porušování lidských práv v Pásmu Gazy. Mluvčí PSL včetně kandidátky na prezidentku v roce 2024 Claudie de la Cruz hovořili na několika propalestinských demonstracích.

#### Čína
Mnozí členové PSL obhajují potlačení maďarské revoluce v roce 1956 Sovětským svazem. Podporuje Komunistickou stranu Číny a kritizuje pouze její kapitalistické ekonomické reformy. PSL tvrdí, že „militantní politická obrana čínské vlády“ je nezbytná k odvrácení „kontrarevoluce, imperialistické intervence a rozkladu“. PSL popírá, že by v Číně docházelo k potlačování lidských práv a důrazně popírá, že Lidová osvobozenecká armáda zmasakrovala protestující studenty při protestech a masakru na náměstí Nebeského klidu v roce 1989. PSL také podporovalo potlačování demokratických protestů v Hongkongu.

#### Severní Korea
PSL podporuje vládu Kim Čong-una. PSL označuje Severní Koreu za „jednu z mála skutečně existujících alternativ globálního kapitalistického systému shora dolů“. Strana obhajuje severokorejský jaderný program a odmítá tvrzení, že by v KLDR docházelo k porušování lidských práv, které označuje za „chabě zastřené ospravedlnění americké agrese vůči Severní Koreji.“

#### Rusko-ukrajinská krize
PSL podpořila ruskou anexi Krymu v roce 2014. Ačkoliv nepodpořila ruskou invazi na Ukrajinu v roce 2022, vinu za invazi připsala Severoatlantické alianci a Spojeným státům. Ve svém prohlášení PSL zdůraznila „těžkou situaci etnických Rusů v Donbasu“, „legitimní bezpečnostní obavy Ruska“ a „provokativní chování NATO“.

## Výsledky voleb

### Prezidentské volby
| Rok  | Kandidát/ka                 | Spolukandidát/ka | Počet hlasů | %     | Přístup k volebním lístkům | Poznámky | Reference            |
| ---- | --------------------------- | ---------------- | ----------- | ----- | -------------------------- | --- | -------------------- |
| 2008 | Gloria La Riva              | Eugene Puryear   | 6,818       | 0,01% | 137/538                    | | [ 26 ]               |
| 2012 | Peta Lindsay                | Yari Osorio      | 7,791       | 0,01% | 146/538                    | | [ 27 ]               |
| 2016 | Gloria La Riva              | Eugene Puryear   | 74,027      | 0.05% | 112/538                    | La Riva byla také nominována Stranou míru a svobody, avšak s jiným spolukandidátem, aktivistou Dennisem Banksem |                      |
| 2020 | Gloria La Riva              | Sunil Freeman    | 86,239      | 0.05% | 195/538                    | také nominováni Stranou míru a svobody                                                                          | [ 28 ] [ 29 ] [ 30 ] |
| 2024 | Claudia de la Cruz (Kampaň) | Karina Garcia    | 6,818       | 0.01% | 220/538                    | také nominovány Stranou míru a svobody                                                                          | [ 31 ] [ 32 ] [ 33 ] |

### Volby do Kongresu USA
| Rok  | Kandidát/ka     | Komora                 | Stát a obvod     | Počet hlasů | %       | Výsledek | Reference     |
| ---- | --------------- | ---------------------- | ---------------- | ----------- | ------- | -------- | ------------- |
| 2008 | Nathalie Hrizi  | Sněmovna reprezentantů | Kalifornie CA-12 | 5,793       | 2.2/100 | neuspěla | [ 34 ] [ 35 ] |
| 2008 | Michael Prysner | Sněmovna reprezentantů | Florida FL-22    | 6           | 0/100   | neuspěl  | [ 36 ]        |
| 2010 | Gloria La Riva  | Sněmovna reprezentantů | Kalifornie CA-8  | 5,161       | 2.5/100 | neuspěla |               |
| 2014 | Frank Lara      | Sněmovna reprezentantů | Kalifornie CA-12 | 2,107       | 1.9/100 | neuspěl  | [ 37 ] [ 38 ] |
| 2018 | Jordan Mills    | Sněmovna reprezentantů | Kalifornie CA-49 | 233         | 0.1/100 | neuspěl  | [ 39 ]        |
| 2020 | José Cortés     | Sněmovna reprezentantů | Kalifornie CA-50 | 1,821       | 0.9/100 | neuspěl  | [ 40 ] [ 41 ] |
| 2022 | José Cortés     | Sněmovna reprezentantů | Kalifornie CA-51 | 3,327       | 2.2/100 | neuspěl  | [ 42 ]        |